# Nazionale maschile under 17 di football americano della Finlandia
La Nazionale maschile under 17 di football americano della Finlandia è la selezione maschile di football americano della SAJL, che rappresenta la Finlandia nelle varie competizioni ufficiali o amichevoli riservate a squadre nazionali Under-17.

## Dettaglio stagioni

### Amichevoli
| Stagione | Vin | Par | Per | Tot | PF | PS  | avversaria  |
| -------- | --- | --- | --- | --- | -- | --- | ----------- |
| 2009     | 0   | 0   | 1   | 1   | 7  | 34  | Svezia U-17 |
| 2010     | 0   | 0   | 1   | 1   | 7  | 20  | Svezia U-17 |
| 2012     | 1   | 0   | 0   | 1   | 13 | 7   | Svezia U-17 |
| 2014     | 1   | 0   | 0   | 1   | 23 | 14  | Svezia U-17 |
| 2016     | 0   | 0   | 1   | 1   | 6  | 39  | Svezia U-17 |
| 2018     | 0   | 0   | 1   | 1   | 21 | 27  | Svezia U-17 |
| Totale   | 2   | 0   | 4   | 7   | 77 | 141 |             |

### Tornei

#### Campionato nordico
| Stagione | regular season | regular season | regular season | regular season | regular season | regular season | playoff | playoff | playoff | playoff | playoff | playoff       | playoff        |
|          | Vin            | Par            | Per            | Tot            | PF             | PS             | Vin     | Per     | Tot     | PF      | PS      | risultato     | avversaria     |
| -------- | -------------- | -------------- | -------------- | -------------- | -------------- | -------------- | ------- | ------- | ------- | ------- | ------- | ------------- | -------------- |
| 2008     |                |                |                |                |                |                | 1       | 0       | 1       | 33      | 6       | Campioni      | Svezia U-17    |
| 2011     |                |                |                |                |                |                | 1       | 1       | 2       | 50      | 36      | Secondo posto | Danimarca U-17 |
| 2013     |                |                |                |                |                |                | 2       | 0       | 2       | 55      | 20      | Campioni      | Danimarca U-17 |
| 2015     |                |                |                |                |                |                | 1       | 1       | 2       | 41      | 17      | Secondo posto | Svezia U-17    |
| Totale   |                |                |                |                |                |                | 5       | 2       | 7       | 179     | 79      |               |                |

Fonte: luckyshow.org

### Riepilogo partite disputate
| Anno           | Luogo     | Evento               | Fase del torneo | Incontro                               | Risultato |
| 2008           | Helsinki  | Campionato nordico   |                 | Finlandia U-17 - Svezia U-17           | 33 - 6    |
| 2009           | Solna     | Amichevole           |                 | Svezia U-17 - Finlandia U-17           | 34 - 7    |
| 2010           | Åbo       | Amichevole           |                 | Finlandia U-17 - Svezia U-17           | 7 - 20    |
| 2011           | Odense    | Campionato nordico   |                 | Svezia U-17 - Finlandia U-17           | 26 - 20   |
| 2011           | Odense    | Campionato nordico   |                 | Finlandia U-17 - Danimarca U-17        | 30 - 10   |
| 2012           | Märsta    | Amichevole           |                 | Svezia U-17 - Finlandia U-17           | 7 - 13    |
| 2013           | Vantaa    | Campionato nordico   |                 | Danimarca U-17 Bianca - Finlandia U-17 | 6 - 35    |
| 2013           | Vantaa    | Campionato nordico   |                 | Finlandia U-17 - Svezia U-17           | 20 - 14   |
| 2014           | Stoccolma | Amichevole           |                 | Svezia U-17 - Finlandia U-17           | 14 - 23   |
| 2015           | Örebro    | Campionato nordico   |                 | Finlandia U-17 - Danimarca U-17 1      | 41 - 3    |
| 2015           | Örebro    | Campionato nordico   |                 | Svezia U-17 - Finlandia U-17           | 14 - 0    |
| 2016           | Märsta    | Amichevole           |                 | Svezia U-17 - Finlandia U-17           | 39 - 6    |
| 6 ottobre 2018 | Vantaa    | Viking Line Bowl III |                 | Finlandia U-17 - Svezia U-17           | 21 - 27   |

#### Team di sviluppo
| Anno | Luogo  | Evento             | Fase del torneo | Incontro                                 | Risultato |
| 2013 | Vantaa | Campionato nordico |                 | Danimarca U-17 Rossa - Finlandia U-17 II | 20 - 26   |
| 2013 | Vantaa | Campionato nordico |                 | Finlandia U-17 II - Svezia U-17 II       | 16 - 6    |

## Confronti con le altre Nazionali
Questi sono i saldi della Finlandia nei confronti delle Nazionali incontrate.

### Saldo positivo
| Nazionale      | Giocate | Vinte | Pareggiate | Perse | PF  | PS | Ultima vittoria | Ultimo pari | Ultima sconfitta |
| -------------- | ------- | ----- | ---------- | ----- | --- | -- | --------------- | ----------- | ---------------- |
| Danimarca U-17 | 3       | 3     | 0          | 0     | 106 | 19 | 2015            | -           | -                |

### Saldo negativo
| Nazionale   | Giocate | Vinte | Pareggiate | Perse | PF  | PS  | Ultima vittoria | Ultimo pari | Ultima sconfitta |
| ----------- | ------- | ----- | ---------- | ----- | --- | --- | --------------- | ----------- | ---------------- |
| Svezia U-17 | 10      | 4     | 0          | 6     | 150 | 201 | 2014            | -           | 2018             |